# Radika
Radika (maced. Радика) – rzeka w południowej Serbii (Kosowo) i w zachodniej Macedonii Północnej, prawy dopływ Czarnego Drinu w zlewisku Morza Adriatyckiego. Długość - 67 km, powierzchnia zlewni – 665 km². Rzeka nie jest żeglowna, ma natomiast spory potencjał energetyczny, częściowo wykorzystany w górnym biegu.
Źródła Radiki znajdują się na wysokości 2200 m n.p.m. pod szczytem Golema Vraca (2582 m n.p.m.) w masywie górskim Vraca w południowej części pasma Szar Planina. Źródłowy potok nosi nazwę Crni Kamen (Црни Камен). Początkowo płynie na zachód, po kilku kilometrach skręca na południe i przecina granicę serbsko-macedońską. Już jako Radika płynie na południe obniżeniem między pasmami Bistra i Stogovo na wschodzie oraz Korab i Dešat na zachodzie. Uchodzi do sztucznego zbiornika wodnego Debar na Czarnym Drinie niedaleko miasta Debar. Największe dopływy Radiki to Ribnica, Mavrovska Reka, Žirovnička Reka, Golema Reka i Mała Reka.
W górnym biegu na Radice znajduje się jedyna w Macedonii bifurkacja (sztucznego pochodzenia) – przez kanał część wód rzeki zasila sztuczne Jezioro Mawrowskie, z którego tunele odprowadzają wodę do Wardaru w zlewisku Morza Egejskiego.
W ciągu ostatnich kilku milionów lat Radika wycięła w skałach niezwykle malowniczy wąwóz. Wody rzeki są czyste, ale mają ciemnozielony kolor wywołany wysoką zawartością węglanu wapnia.
Wzdłuż rzeki biegnie droga łącząca Tetowo i Gostiwar w kotlinie Polog z Debarem i Strugą w dolinie Czarnego Drinu.